# 阿布達比廣場
阿布達比廣場是哈薩克的一座摩天大樓，位於首都阿斯塔納。2011年開始興建，2022年完工，其高度達到311公尺，是哈薩克第一高樓，也是中亞地區第三高的建築物，僅次於烏茲別克的塔什干電視塔和哈薩克的阿拉木圖電視塔。

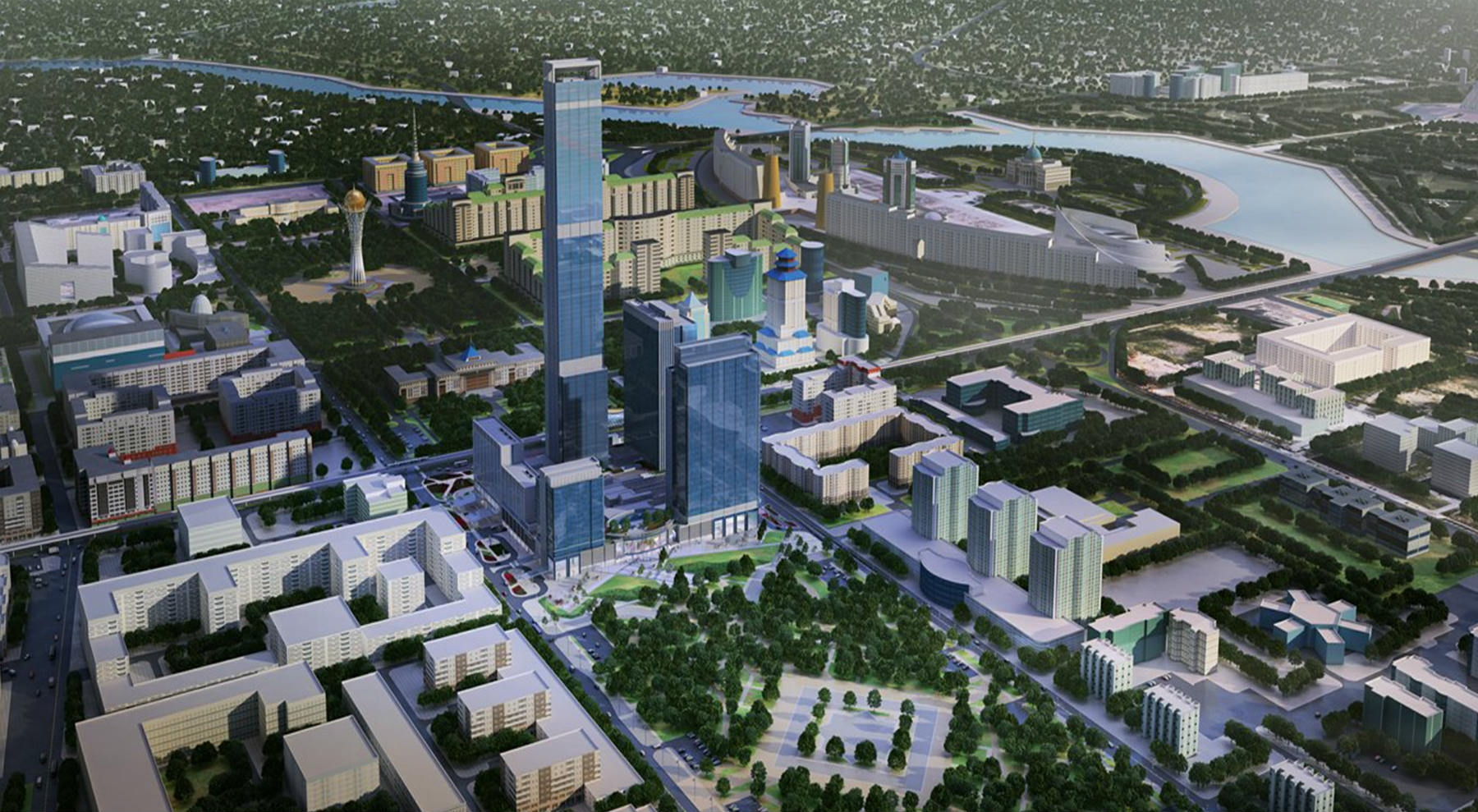
阿布達比廣場

阿布達比廣場共75層樓，建築樓板面積550,000平方公尺，完工後取代綠寶石大樓（Emerald Towers）210公尺高的1號塔，成為哈薩克國內的最高建築。